# Live at the Fillmore East (album de Neil Young)
Pour les articles homonymes, voir Live at the Fillmore.
Live at the Fillmore East est le titre d´un album en public de Neil Young et Crazy Horse enregistré en 1970 avec le guitariste Danny Whitten.

## Historique
En février et mars 1970, Young et Crazy Horse partent pour la tournée de leur album Everybody Knows This Is Nowhere.
Les 6 et 7 mars, Young se produit quatre fois, chaque concert étant divisé en une partie solo acoustique et une partie avec Crazy Horse. Cette édition comprend toutes les chansons de la partie électrique, moins Cinnamon Girl. Elle est disponible en CD et DVD.
L'album est le premier enregistrement en concert de Danny Whitten, qui meurt en 1972. Jack Nitzsche est ici membre officiel du groupe, comme l'indique Young dans la présentation ; ces quatre musiciens sont présents durant toute la tournée de février-mars 1970. Une des performances de Whitten, Come on, Baby Let's Go Downtown, est déjà sortie en 1975 sur l'album de Young Tonight's the Night, marqué par le désespoir et l'utilisation des drogues. Une version studio de cette chanson apparaît sur le premier album de Crazy Horse. Créditée Young et Whitten sur les autres versions, Downtown est créditée à Whitten seul pour l'enregistrement studio.
L'édition reprend aussi deux autres chansons de l'époque, longtemps oubliées par l'industrie du disque. Winterlong paraît pour la première fois en 1977 sur la compilation Decade et Wonderin' en 1983 sur l'album Everybody's Rockin'.
Cet album constitue le disque 5/11  de The Archives Vol. 1 1963-1972 de Neil Young, sorti avant le disque 1, appelé The Riverboat. Le Volume 3, appelé Live at Massey Hall 1971 sort plus tard et se vend mieux.
L'album arrive à la 55e place des charts américains (Billboard) le 2 décembre 2006, avec 20 000 ventes. Il reste trois semaines dans les classements.

## Titres
Tous les morceaux sont écrits par Neil Young sauf mention contraire
1. Everybody Knows This is Nowhere – 3:36
2. Winterlong – 3:40
3. Down by the River – 12:24
4. Wonderin' – 3:35
5. Come on Baby Let's Go Downtown (Danny Whitten/Neil Young) – 3:51
6. Cowgirl in the Sand – 16:09

## Musiciens
- Neil Young - chant, guitare
- Crazy Horse :
  - Danny Whitten - guitare, chant
  - Billy Talbot - basse, chant
  - Ralph Molina - batterie, chant
  - Jack Nitzsche - piano électrique